# Règle Cras
Pour les articles homonymes, voir Cras.

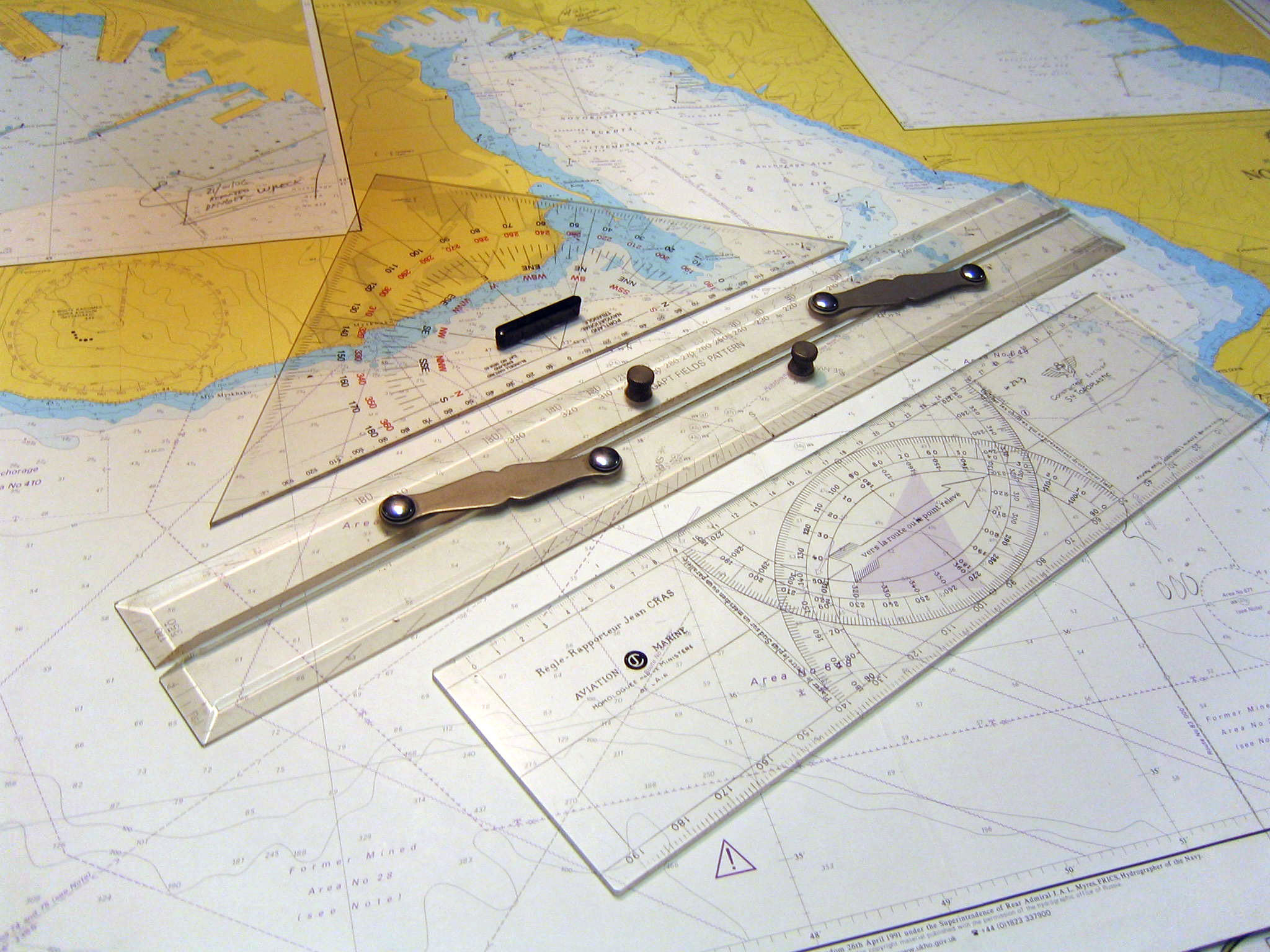
Différentes règles : Règle CRAS (double rapporteur) - Portland navigational (triangle) - Capt Fields' pattern (parallèle)

La règle Cras est une règle à double rapporteur utilisée depuis 1917 pour tracer des routes et des relèvements sur une carte de navigation (maritime ou aérienne) et y porter des points.

## Usage
Cette règle, essentiellement utilisée en France, s'avère d'un emploi pratique et rapide. Elle est utilisée à bord des bateaux de plaisance, des navires marchands et des bâtiments de guerre, ainsi que dans l'aéronautique.

## Origine
Elle tient son nom de son inventeur le contre-amiral Jean Cras (1879-1932) qui, outre sa brillante carrière d'officier dans la Marine nationale française, était un remarquable pianiste, auteur et compositeur d'une certaine notoriété à son époque.